# Trichomycterus tiraquae
Trichomycterus tiraquae är en fiskart som först beskrevs av Fowler, 1940.  Trichomycterus tiraquae ingår i släktet Trichomycterus och familjen Trichomycteridae. Inga underarter finns listade i Catalogue of Life.